# Olympische Winterspiele 1972/Bob – Viererbob (Männer)
Der Viererbob der Männer bei den Olympischen Winterspielen 1972 in Sapporo bestand aus vier Läufen, von denen zwei am 11. und zwei am 12. Februar 1972 ausgetragen wurden. Austragungsort war die Teine Bobbahn. Am Start waren 72 Teilnehmer aus 11 Ländern. Olympiasieger wurden die Schweizer Jean Wicki, Hans Leutenegger, Werner Camichel und Edy Hubacher mit einer Gesamtzeit von 4:43,07 Minuten. Die Silbermedaille holten Nevio De Zordo, Adriano Frassinelli, Corrado Dal Fabbro und Gianni Bonichon aus Italien vor den Westdeutschen Wolfgang Zimmerer, Stefan Gaisreiter, Walter Steinbauer und Peter Utzschneider, die die Bronzemedaille gewannen.

## Titelträger
| Olympiasieger | Eugenio Monti Luciano De Paolis Roberto Zandonella Mario Armano ( Italien) | Grenoble 1968 | 2:17,39 min |
| Weltmeister   | René Stadler Max Forster Erich Schärer Peter Schärer ( Schweiz)            | Cervinia 1971 | 2:19,35 min |

## Ergebnisse
| Rang | Athleten                                                                 | Nation                | Lauf 1     | Lauf 1 | Lauf 2     | Lauf 2 | 1. Tag     | 1. Tag | Lauf 3     | Lauf 3 | Lauf 4     | Lauf 4 | Gesamt     | Gesamt     |
| Rang | Athleten                                                                 | Nation                | Zeit (min) | Rang   | Zeit (min) | Rang   | Zeit (min) | Rang   | Zeit (min) | Rang   | Zeit (min) | Rang   | Zeit (min) | Zeit (min) |
| ---- | ------------------------------------------------------------------------ | --------------------- | ---------- | ------ | ---------- | ------ | ---------- | ------ | ---------- | ------ | ---------- | ------ | ---------- | ---------- |
| 001  | Jean Wicki Hans Leutenegger Werner Camichel Edy Hubacher                 | Schweiz I             | 1:10,71    | 1      | 1:11,44    | 2      | 2:22,15    | 1      | 1:10,21    | 3      | 1:10,71    | 3      | 4:43,07    |            |
| 002  | Nevio De Zordo Adriano Frassinelli Corrado Dal Fabbro Gianni Bonichon    | Italien I             | 1:11,39    | 5      | 1:11,33    | 1      | 2:22,72    | 3      | 1:10,19    | 2      | 1:10,92    | 4      | 4:43,83    |            |
| 003  | Wolfgang Zimmerer Stefan Gaisreiter Walter Steinbauer Peter Utzschneider | BR Deutschland I      | 1:11,18    | 3      | 1:11,75    | 3      | 2:22,93    | 4      | 1:10,30    | 4      | 1:10,69    | 2      | 4:43,92    |            |
| 004  | Hans Candrian Erwin Juon Gaudenz Beeli Heinz Schenker                    | Schweiz II            | 1:12,36    | 14     | 1:11,89    | 5      | 2:24,25    | 8      | 1:10,09    | 1      | 1:10,22    | 1      | 4:44,56    |            |
| 005  | Horst Floth Donat Ertel Walter Gilik Pepi Bader                          | BR Deutschland II     | 1:10,83    | 2      | 1:11,88    | 4      | 2:22,71    | 2      | 1:11,06    | 6      | 1:11,32    | 7      | 4:45,09    |            |
| 006  | Herbert Gruber Utz Chwalla Josef Eder Josef Oberhauser                   | Österreich I          | 1:11,20    | 4      | 1:12,46    | 10     | 2:23,66    | 5      | 1:11,11    | 8      | 1:11,00    | 5      | 4:45,77    |            |
| 007  | Werner Delle Karth Werner Moser Walter Delle Karth jun. Fritz Sperling   | Österreich II         | 1:11,58    | 8      | 1:12,46    | 10     | 2:24,04    | 7      | 1:11,16    | 10     | 1:11,46    | 10     | 4:46,66    |            |
| 008  | Gianfranco Gaspari Roberto Zandonella Mario Armano Luciano De Paolis     | Italien II            | 1:11,89    | 10     | 1:12,49    | 12     | 2:24,38    | 9      | 1:11,11    | 8      | 1:11,24    | 6      | 4:46,73    |            |
| 009  | Patrick Parisot Yves Bonsang Alain Roy Gilles Morda                      | Frankreich I          | 1:11,79    | 9      | 1:12,18    | 6      | 2:23,97    | 6      | 1:11,27    | 11     | 1:11,51    | 11     | 4:46,75    |            |
| 010  | Ion Panțuru Ion Zangor Dumitru Pascu Dumitru Focșeneanu                  | Rumänien I            | 1:12,07    | 11     | 1:12,65    | 14     | 2:24,72    | 14     | 1:11,08    | 7      | 1:11,32    | 7      | 4:47,12    |            |
| 011  | Carl-Erik Eriksson Tom Mentzer Thomas Gustafsson Jan Johansson           | Schweden I            | 1:12,14    | 12     | 1:12,42    | 8      | 2:24,56    | 12     | 1:11,43    | 13     | 1:11,41    | 9      | 4:47,40    |            |
| 012  | Susumu Esashika Kazumi Abe Rikio Sato Yoshiyuki Ichihashi                | Japan I               | 1:11,51    | 6      | 1:12,99    | 15     | 2:24,50    | 10     | 1:11,42    | 12     | 1:12,00    | 13     | 4:47,92    |            |
| 013  | Hans Gehrig David Richardson Peter Blakeley Andrew Faulds                | Kanada II             | 1:12,61    | 15     | 1:12,43    | 9      | 2:25,04    | 15     | 1:10,76    | 5      | 1:12,26    | 16     | 4:48,06    |            |
| 014  | Bob Said James Copley Ken Morris Phil Duprey                             | Vereinigte Staaten II | 1:12,31    | 13     | 1:12,34    | 7      | 2:24,65    | 13     | 1:11,80    | 14     | 1:11,98    | 12     | 4:48,43    |            |
| 015  | John Hammond Jackie Price Alan Jones Peter Clifford                      | Großbritannien II     | 1:13,00    | 17     | 1:12,49    | 12     | 2:25,49    | 16     | 1:12,72    | 16     | 1:12,25    | 15     | 4:50,46    |            |
| 016  | John Evelyn Mike Freeman Gomer Lloyd Bill Sweet                          | Großbritannien I      | 1:12,83    | 16     | 1:13,65    | 17     | 2:26,48    | 17     | 1:12,55    | 15     | 1:12,00    | 13     | 4:51,03    |            |
| DSQ  | Toshihisa Nagata Hiroshi Inaba Koichi Sugawara Akihiko Suzuki            | Japan II              | 1:11,51    | 6      | 1:12,99    | 15     | 2:24,50    | 11     | –          | DSQ    | –          | –      | –          |            |
| DSQ  | Jim Hickey Jim Bridges Howard Siler Thomas Becker                        | Vereinigte Staaten I  | –          | DSQ    | –          | –      | –          | –      | –          | –      | –          |        |            |            |